# Уокер, Имонн
Имонн Уокер (англ. Eamonn Walker, род. 12 июня 1962, Лондон) — британский актёр. Наиболее известен по роли шефа Уоллеса Бодена в сериале NBC «Пожарные Чикаго».

## Биография
Отец Уокера с Гренады, мать — с Тринидада. Сам будущий актёр родился в большой семье и вырос в северном Лондоне. В девять лет он решил стать актёром, посмотрев фильм «Душной южной ночью» с Сидни Пуатье в главной роли. После окончания школы Уокер учился в Университете Северного Лондона, сначала изучал социальную работу, затем занимался танцами. Позднее он стал членом лондонской танцевальной труппы Explosive Dance Theatre Company, но из-за операции на ноге вынужден был оставить танцы и перейти в актёрскую профессию. Учился в Нью-Йоркской киноакадемии.
Профессиональный актёрский дебют Уокера состоялся в мюзикле 1983 года Labelled With Love, поставленном на песни группы Squeeze. В 1985 году Уокер стал сниматься на телевидении, первую роль сыграл в эпизоде телесериала «Демпси и Мейкпис», затем последовали роли в процедурной драме «Чисто английское убийство» и фильме «Молодые блюзовые бунтари», за который он удостоился похвалы кинокритиков. В 1997 году Уокер переехал в США и получил роль Карима Саида в американском телесериале «Тюрьма Оз», которую он играл на протяжении шести сезонов. За эту роль он получил премию CableACE Award в номинации «Лучший актёр в драматическом сериале». В 2005 году Уокер дебютировал на Бродвее — он играл Марка Антония в постановке «Юлия Цезаря» с Дензелом Вашингтоном в главной роли.
С 2012 года Уокер играет одну из главных ролей, шефа пожарных Уоллеса Бодена, в телесериале NBC «Пожарные Чикаго» и его спин-оффах «Полиция Чикаго» и «Медики Чикаго».

## Фильмография
| Год       |    | Русское название          | Оригинальное название   | Роль                                              |
| --------- | -- | ------------------------- | ----------------------- | ------------------------------------------------- |
| 1985      | с  | Демпси и Мейкпис          | Dempsey and Makepeace   | констебль Гарфилд Уолкотт / P.C. Garfield Walcott |
| 1986      | с  | Драмарама                 | Dramarama               | констебль Гарфилд Уолкотт                         |
| 1988      | с  | Непридуманные истории     | Tales of the Unexpected | Бейтс                                             |
| 1988—1989 | с  | Чисто английское убийство | The Bill                | констебль Хейнс                                   |
| 1991      | ф  | Молодые блюзовые бунтари  | Young Soul Rebels       | Карлтон                                           |
| 1991      | с  | Бержерак                  | Bergerac                | Конрад                                            |
| 1994      | ф  | Шоппинг                   | Shopping                | Питерс                                            |
| 1997—2003 | с  | Тюрьма Оз                 | Oz                      | Карим Саид                                        |
| 2000      | ф  | Один раз в жизни          | Once in the Life        | Тони                                              |
| 2000      | ф  | Неуязвимый                | Unbreakable             | доктор Мэтисон                                    |
| 2001      | тф | Отелло                    | Othello                 | Джон Отелло                                       |
| 2003      | ф  | Слёзы солнца              | Tears of the Sun        | Эллис «Зи» Петтигрю                               |
| 2005      | ф  | Оружейный барон           | Lord of War             | Андре Батист-ст.                                  |
| 2005      | ф  | Мысли о свободе           | Duma                    | Рипкуна                                           |
| 2006      | с  | Скорая помощь             | ER                      | Стивен Декарей                                    |
| 2008      | ф  | Кадиллак Рекордс          | Cadillac Records        | Хаулин Вулф                                       |
| 2008—2008 | с  | Раскопки                  | Bonekickers             | сенатор Джой / senator Joy                        |
| 2009      | ф  | Посланник                 | The Messenger           | полковник Стюарт Дорсет                           |
| 2009      | ф  | Кровь и кость             | Blood and Bone          | Джеймс                                            |
| 2010      | ф  | Наследие                  | Legacy                  | Дарнелл Грей-младший                              |
| 2011      | ф  | Похищенная                | A Lonely Place to Die   | Энди                                              |
| 2011      | ф  | В компании мужчин         | The Company Men         | Дэнни                                             |
| 2012—2024 | с  | Пожарные Чикаго           | Chicago Fire            | шеф Уоллес Боден                                  |
| 2014—2017 | с  | Полиция Чикаго            | Chicago P.D.            | шеф Уоллес Боден                                  |
| 2017      | с  | Медики Чикаго             | Chicago Med             | шеф Уоллес Боден                                  |
| 2017      | с  | Правосудие Чикаго         | Chicago Justice         | шеф Уоллес Боден                                  |